# Quattro Castella
Quattro Castella is een gemeente in de Italiaanse provincie Reggio Emilia (regio Emilia-Romagna) en telt 12.098 inwoners (31-12-2004). De oppervlakte bedraagt 46,1 km², de bevolkingsdichtheid is 244 inwoners per km².
De volgende frazioni maken deel uit van de gemeente: Bedogno, Bosco, Braglie, Ca'Fornace, Calinzano, Casa Valle, Forche, La Fornace, Mangallana, Montecavolo, Orologia, Pamperduto, Piazza Navona, Puianello, Roncolo, Rubbianino, Salvarano, Scampate, Selvarola.

## Demografie
Quattro Castella telt ongeveer 4679 huishoudens. Het aantal inwoners steeg in de periode 1991-2001 met 17,8% volgens cijfers uit de tienjaarlijkse volkstellingen van ISTAT.
| Jaar | Inwoneraantal |
| ---- | ------------- |
| 1991 | 9515          |
| 2001 | 11.204        |

## Geografie
Quattro Castella grenst aan de volgende gemeenten: Albinea, Bibbiano, Reggio Emilia, San Polo d'Enza, Vezzano sul Crostolo.
Albinea · Bagnolo in Piano · Baiso · Bibbiano · Boretto · Brescello · Busana · Cadelbosco di Sopra · Campagnola Emilia · Campegine · Canossa · Carpineti · Casalgrande · Casina · Castellarano · Castelnovo di Sotto · Castelnovo ne' Monti · Cavriago · Collagna · Correggio · Fabbrico · Gattatico · Gualtieri · Guastalla · Ligonchio · Luzzara · Montecchio Emilia · Novellara · Poviglio · Quattro Castella · Ramiseto · Reggio Emilia  · Reggiolo · Rio Saliceto · Rolo · Rubiera · San Martino in Rio · San Polo d'Enza · Sant'Ilario d'Enza · Scandiano · Toano · Ventasso · Vetto · Vezzano sul Crostolo · Viano · Villa Minozzo
- Virtual International Authority File: 238114796
- WorldCat: E39PCjDfKY7FMM9bfx3VWQrkj3

1. ↑  https://demo.istat.it/?l=it.